# Мікрометр (інструмент)

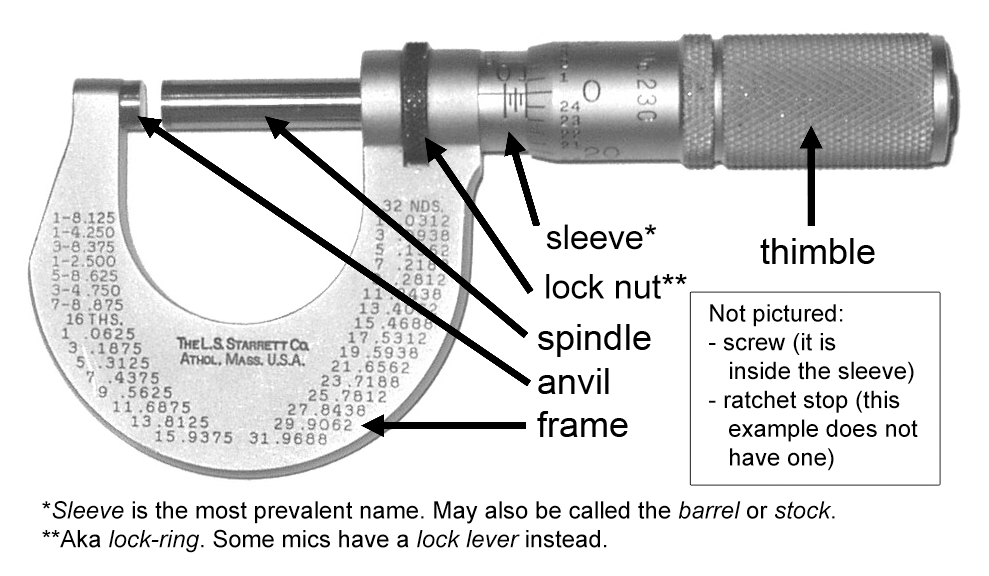
Мікрометр

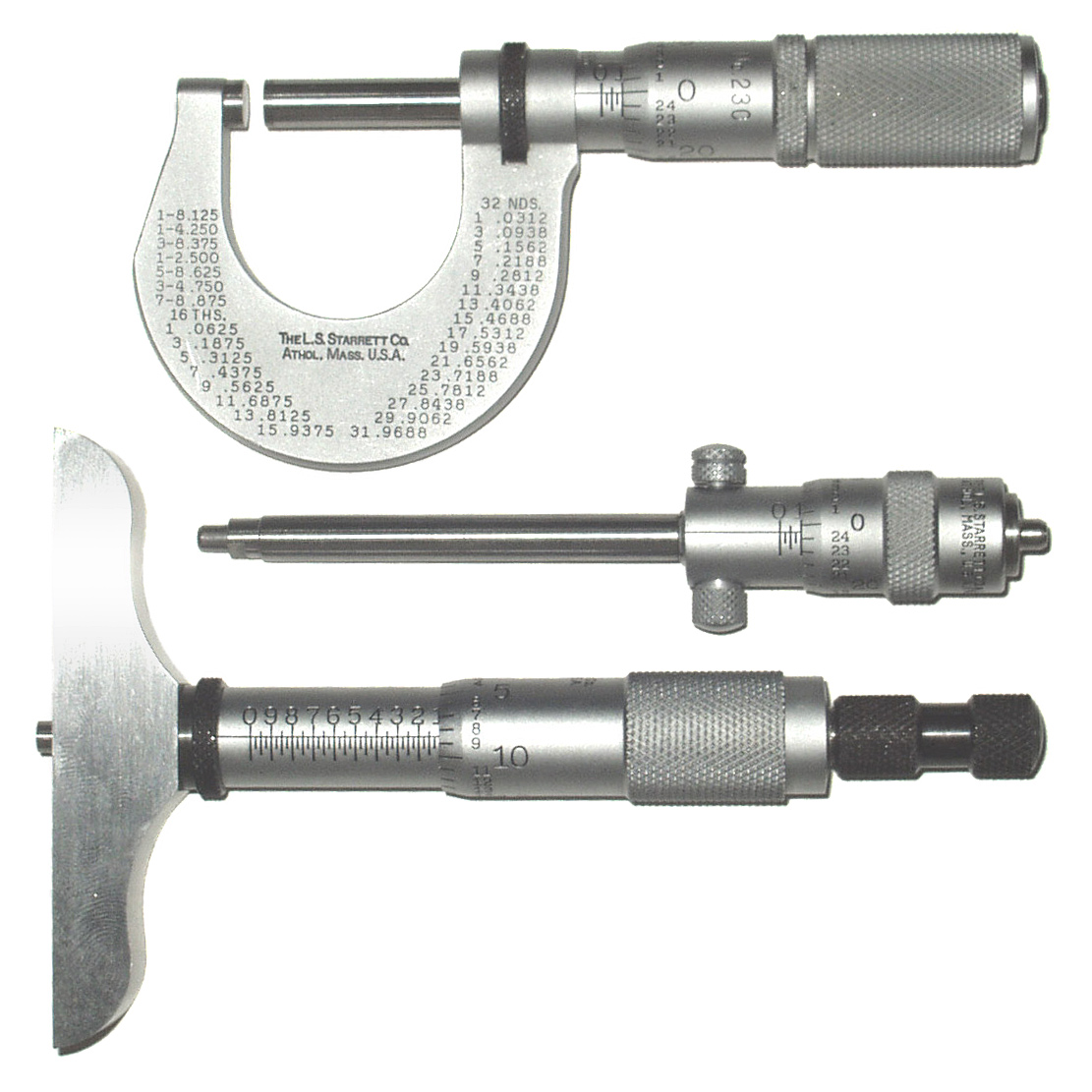
Мікрометр для вимірювань зовнішніх, внутрішніх розмірів та мікрометричний глибиномір

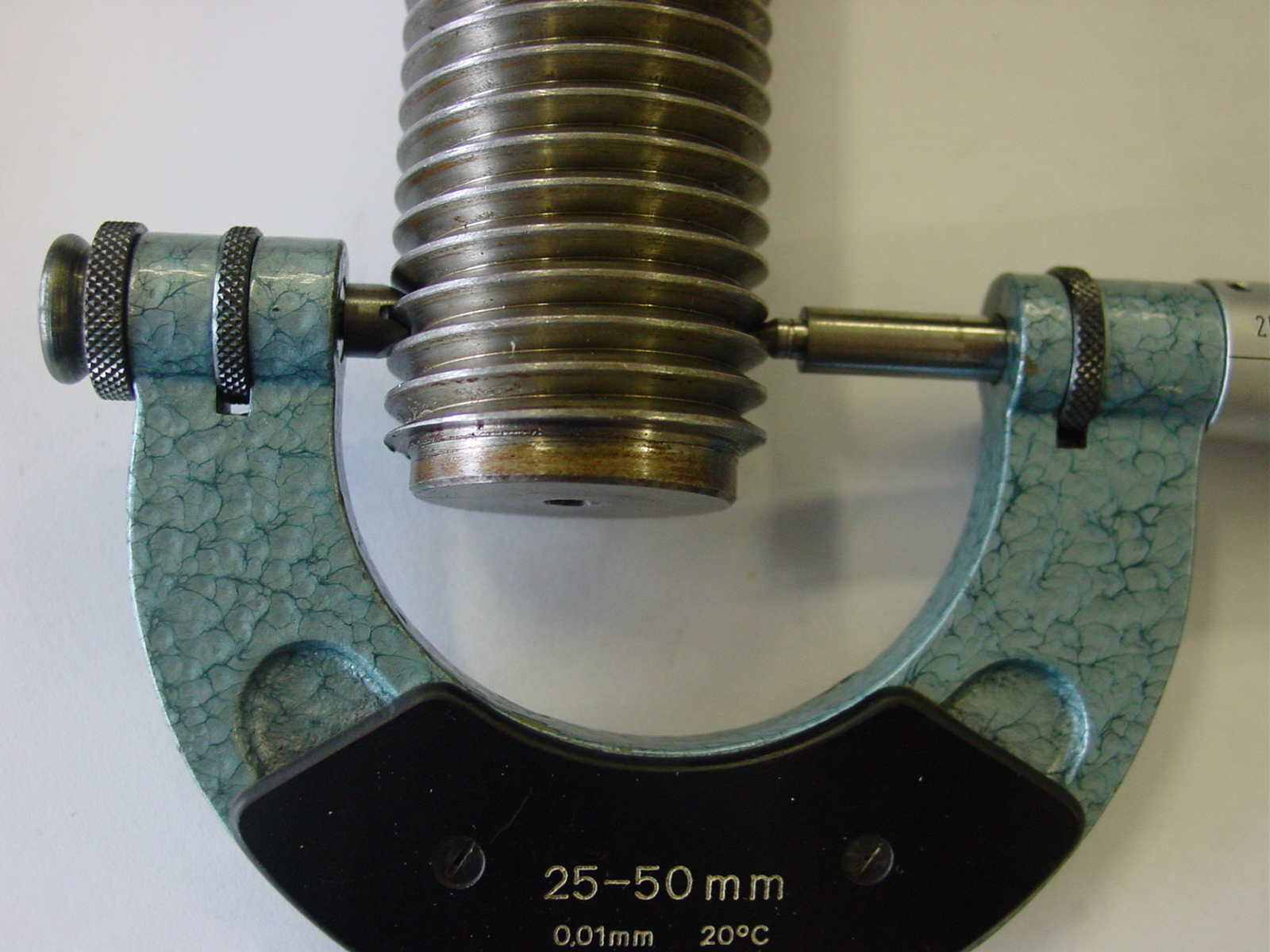
Різьбовий мікрометр

Мікро́метр — прилад для вимірювання розмірів. Цей прилад винайшов французький винахідник Жан Лоран Палмер (фр. Jean Laurent Palmer) у 1848 р. Застаріла назва цього приладу «палмер» або «гвинт Палмера».

## Конструкція
За конструкцією мікрометри можуть відрізнятися будовою своїх деталей, але в головних частинах вони схожі. Універсальний мікрометр має корпус, що має форму скоби із п'яткою на одному кінці і стеблом мікрометричної головки у вигляді трубки на іншому. На стеблі закріплена мікрометрична гайка і нанесена поздовжня шкала.
Однією вимірювальною поверхнею є торець мікрометричного гвинта що, висувається із стебла, другий — торець п'яти. Мікрометричний гвинт (зазвичай з кроком рівним 0,5 мм) пов'язаний з корпусом барабана, який має на конусному кінці кругову шкалу. Закінчується барабан різьбою, на яку нагвинчується гайка, що є корпусом механізму тріскачки. Основне призначення тріскачки — забезпечувати сталість вимірювального зусилля за рахунок храповика і підпружиненого стрижня. Мікрометр забезпечений пристроєм, що дозволяє стопорити мікрометричний гвинт та гайкою для регулювання зазору в парі мікрометричних гвинта — гайка.
Пристрій відліку мікрометричного інструменту складається з двох шкал. Поздовжня шкала має два ряди штрихів з інтервалом 1 мм, розташованих по обидві сторони горизонтальної лінії і зміщених один відносно одного на 0,5 мм. Таким чином, обидва ряди штрихів утворюють одну поздовжню шкалу з ціною поділки 0,5 мм.
Мікрометричний гвинт пов'язаний з барабаном, який на конусному кінці має кругову шкалу з числом поділок n = 50. Враховуючи, що крок різьби гвинтової пари S = 0,5 мм, ціна поділки C кругової шкали (ноніуса) мікрометра дорівнює:
C = S/n = 0,5/50 = 0,01 мм

Мікрометри випускаються ручні і настільні, в тому числі зі стрілковим цифровим і комп'ютеризованим відліковим пристроєм.
Цифрові мікрометри мають ряд переваг:

- виставлення на нуль одним натисканням кнопки; 

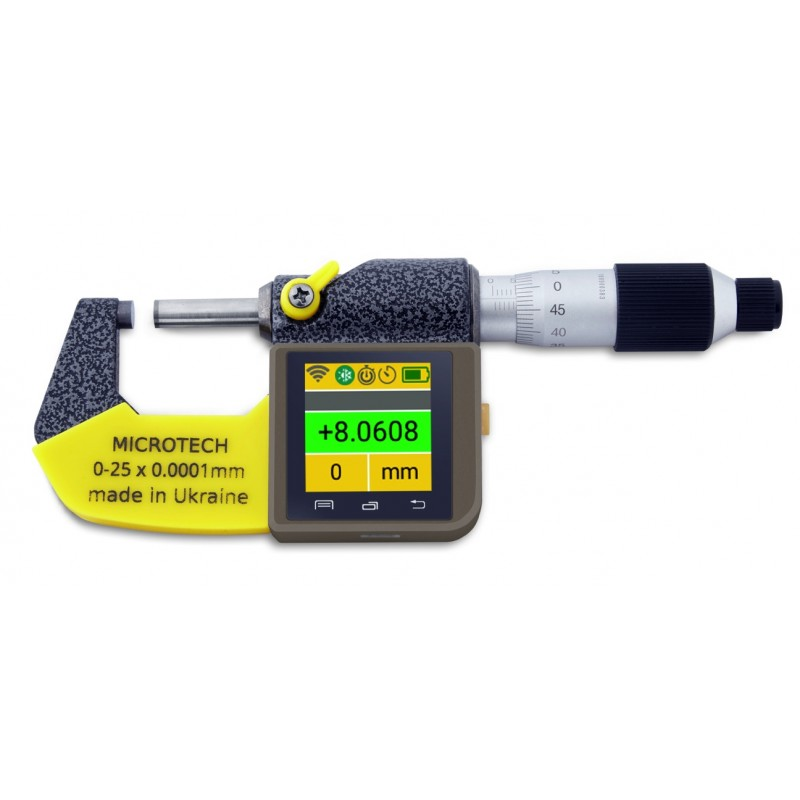
Комп'ютеризований мікрометр

- доступні відносні вимірювання (установка нуля в будь-якій точці вимірювального діапазону);
- перемикання між дюймової і метричною системами числення;
- в багатьох моделях можлива передача результатів вимірювань на персональний комп'ютер після натискання кнопки або через заданий інтервал часу.

Комп'ютеризовані субмікронні мікрометри (МКК) - основною перевагою комп'ютеризованого мікрометра є використання комп'ютеризованої вимірювальної системи з вбудованою пам'яттю, функціями ПР / НЕ з колірною індикацією, макс / хв, функціями формули, ручною компенсацією температури і математична компенсація похибки, таймером, вибором дискретності мікрометра, Бездротова м і USB передача даних на зовнішні пристрої. Комп'ютеризований мікрометр має дозвіл 0,1 мікрона і більш високу точність, ніж стандартні цифрові і аналогові мікрометри. Кольоровий дисплей і сенсорний екран забезпечують високу ергономіку використання субмікронного комп'ютеризованого мікрометра. Комп'ютерний субмікронний мікрометр був розроблений і запатентований підприємством МІКРОТЕХ.

## Принцип використання
Покази за шкалами мікрометра відраховують в такому порядку:
- за шкалою стебла зчитують позначку штриха, найближчого до торця скосу барабана;
- за шкалою барабана зчитують позначку штриха, найближчого до поздовжнього штриху стебла;
- додають обидва значення і отримують показання мікрометра.

Для зручності та прискорення відліку показань застосовують мікрометри з цифровою індикацією.

## Встановлення мікрометра «на нуль»
Для установки «на нуль» всі мікрометри, крім мікрометра з діапазоном 0 ... 25 мм, забезпечені кінцевими мірами, розмір яких дорівнює нижній межі вимірювання даного мікрометра.
Перед початком вимірювань мікрометричними інструментами проводять їх перевірку і установку «на нуль». Установку мікрометрів на нуль проводять на початковій поділці шкали. Для мікрометрів з межею вимірювань 0...25 мм — на нульовій поділці, для мікрометрів з межами вимірювань 25...50 мм, на поділці 25 мм і т.д. Обережно обертаючи мікрометричний гвинт за тріскачку, зводять до торкання вимірювальні поверхні гвинта й п'яти. У випадку діапазонів вимірювання 25...50, 50...75 мм і т.д. гвинт і п'ята з'єднуються між собою через блок кінцевих мір довжини розміром 25, 50 мм і т.д.
При цьому скошений край барабана мікрометра повинен встановитися так, щоб штрих початкової поділки основної шкали (нуль або 25, 50 мм і т.д.) було повністю видно, а нульова поділка кругової шкали барабана збігалася з поздовжньою горизонтальною лінією на стеблі. Якщо такого збігу немає, то стопором слід зафіксувати мікрометричний гвинт і, притримуючи барабан за накатаний виступ послабити накидну гайку. Потім, повертаючи звільнений корпус барабана, забезпечують збігання поділки на барабані з горизонтальною лінією на стеблі мікрометра, і, притримуючи корпус барабана за накатаний виступ, знову закріплюють барабан гайкою.

## Типи мікрометрів

Галерея мікрометрів:
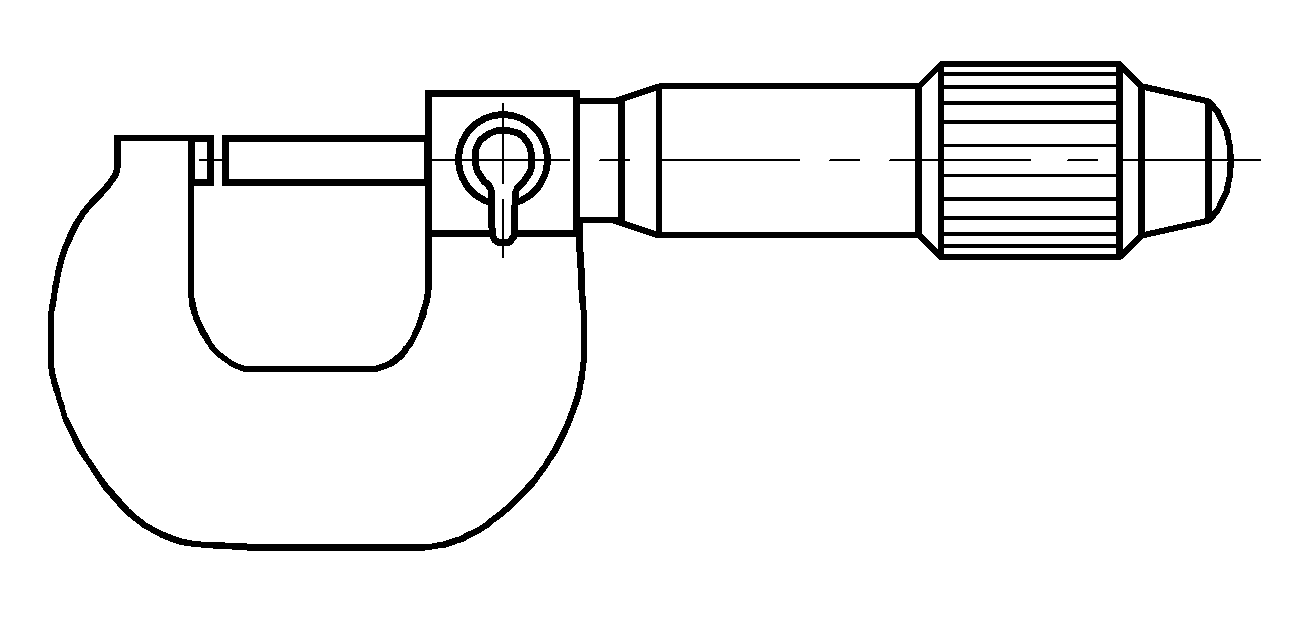
Мікрометр універсальний для зовнішніх замірів
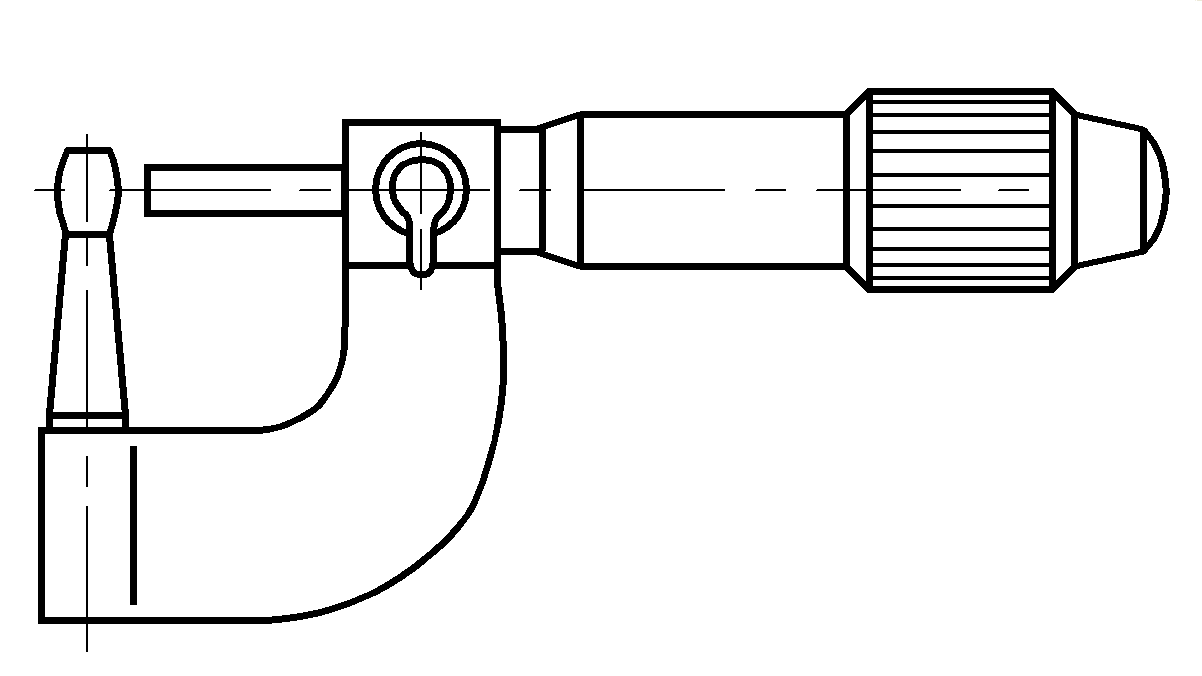
Трубний мікрометр
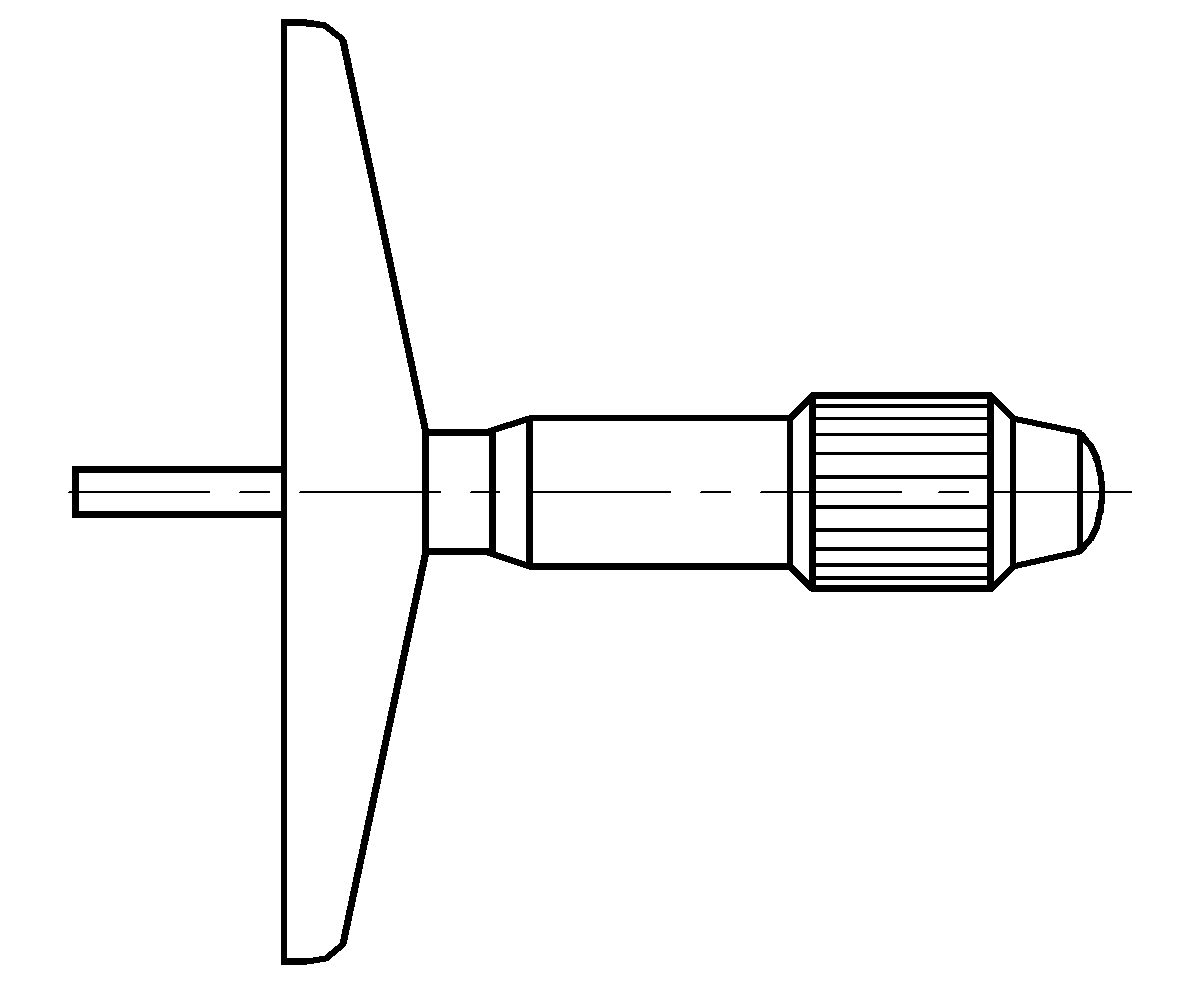
Мікрометричний глибиномір
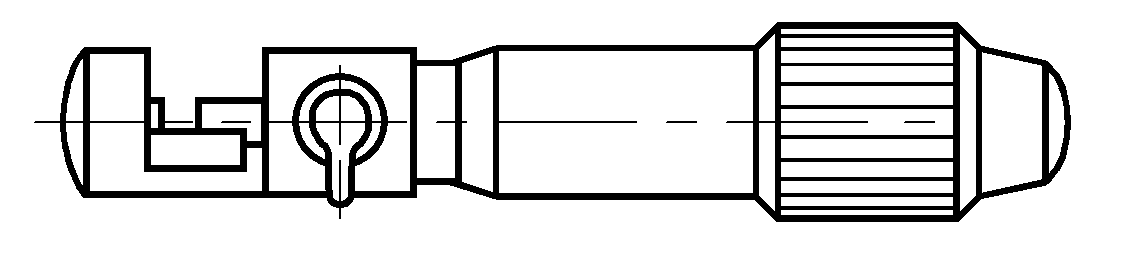
Дротовий мікрометр
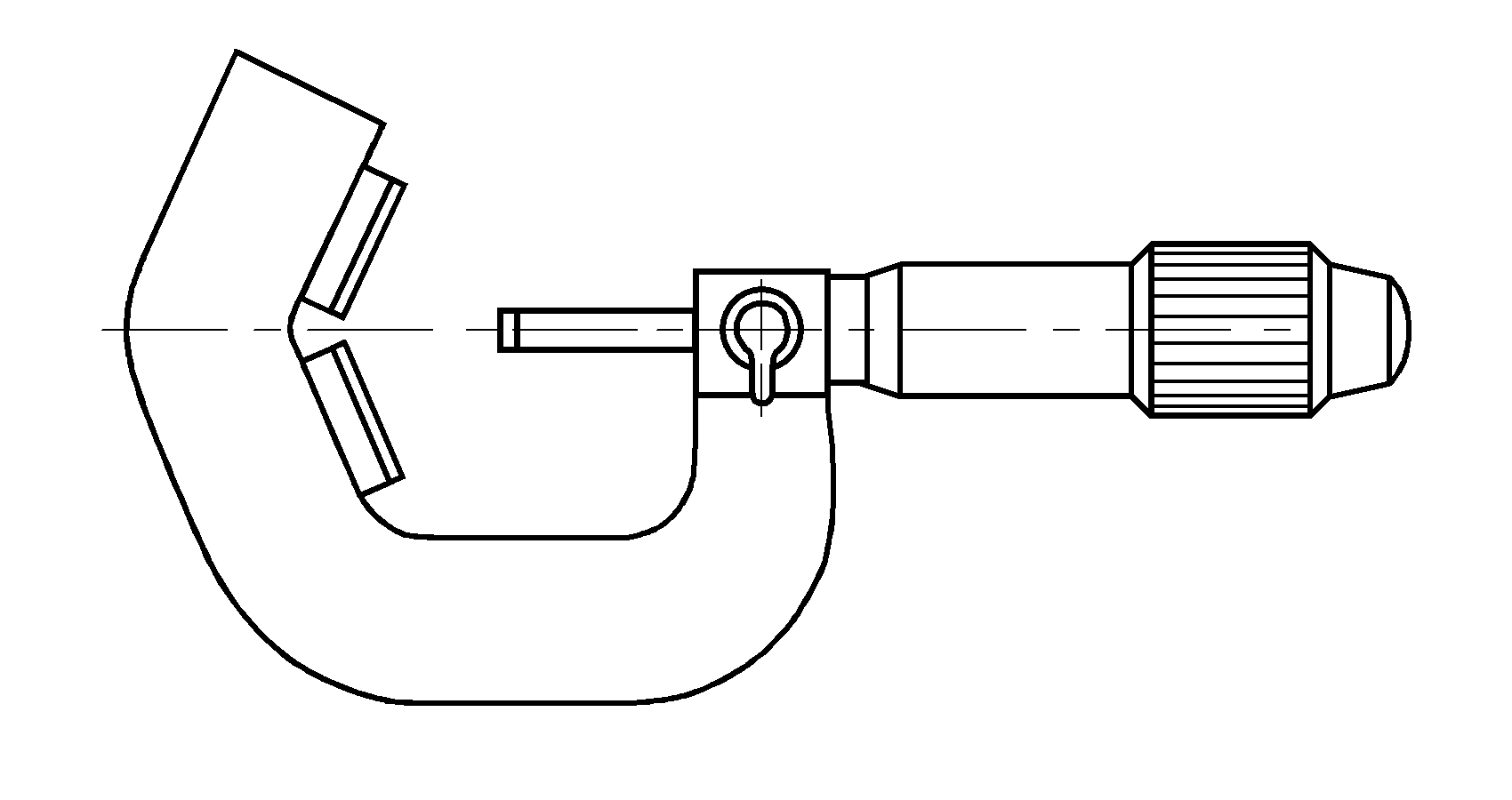
Мікрометр для триточкових вимірювань
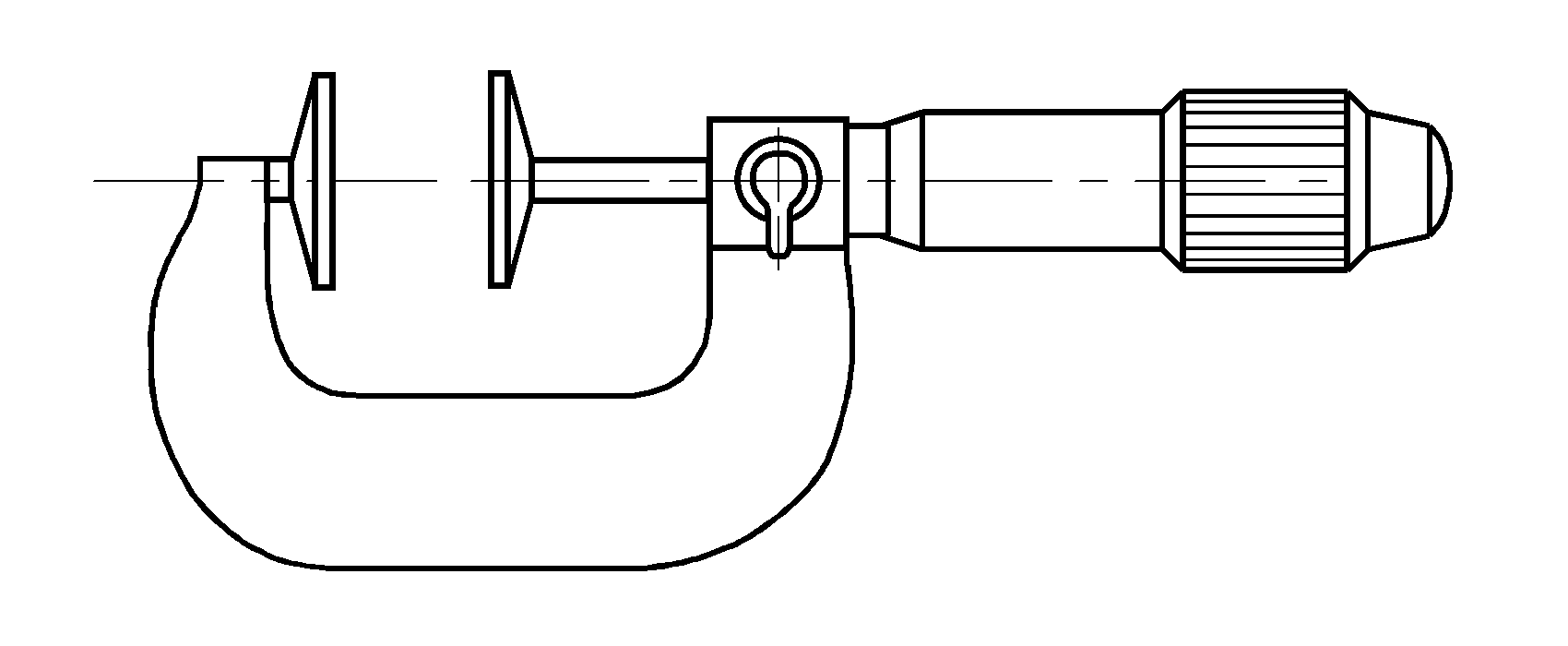
Зубомірний мікрометр
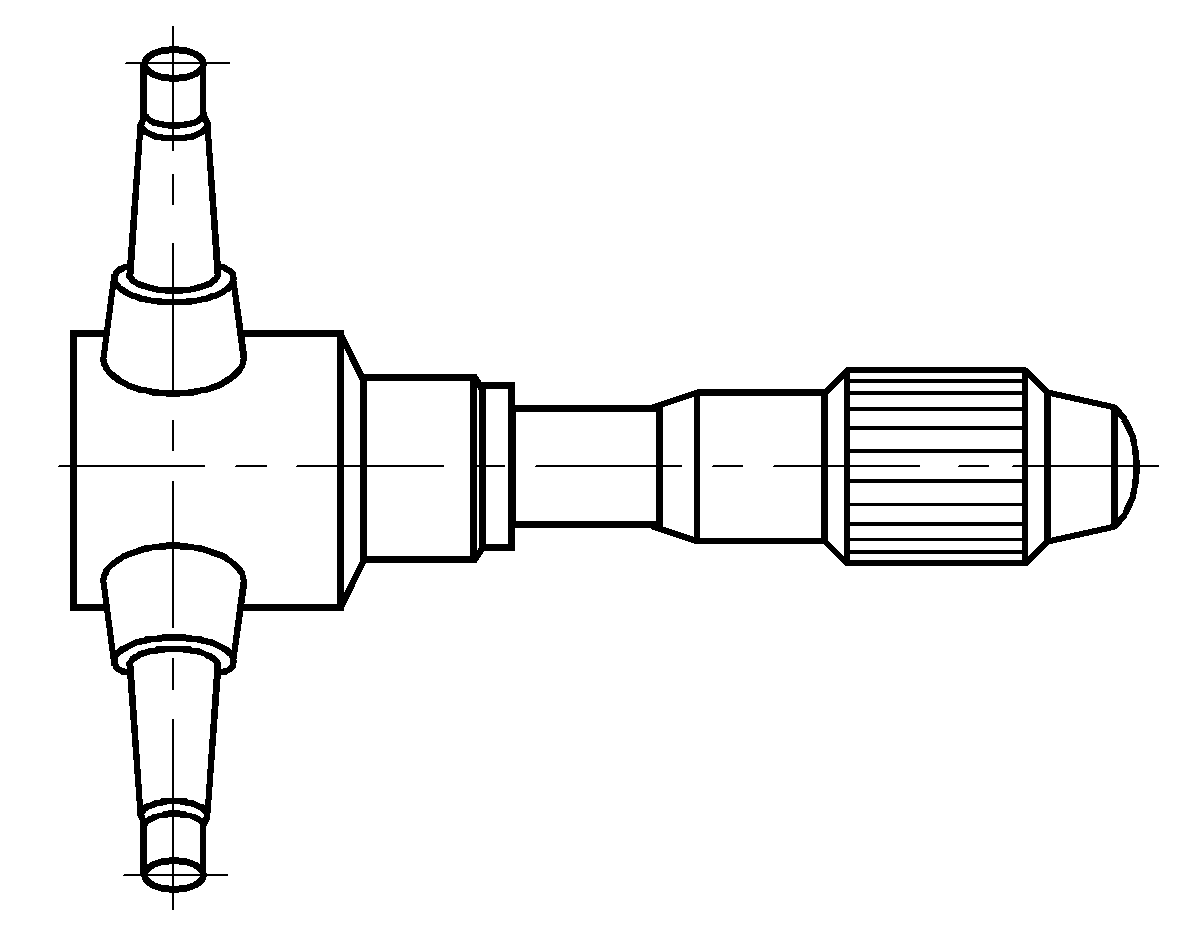
Мікрометр для триточкових вимірювань отворів
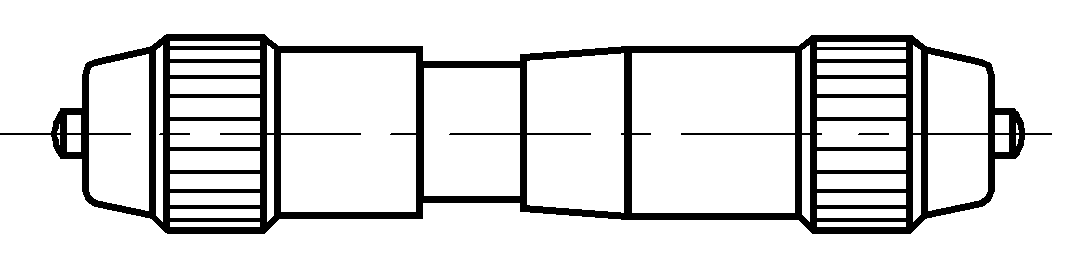
Мікрометричний нутромір
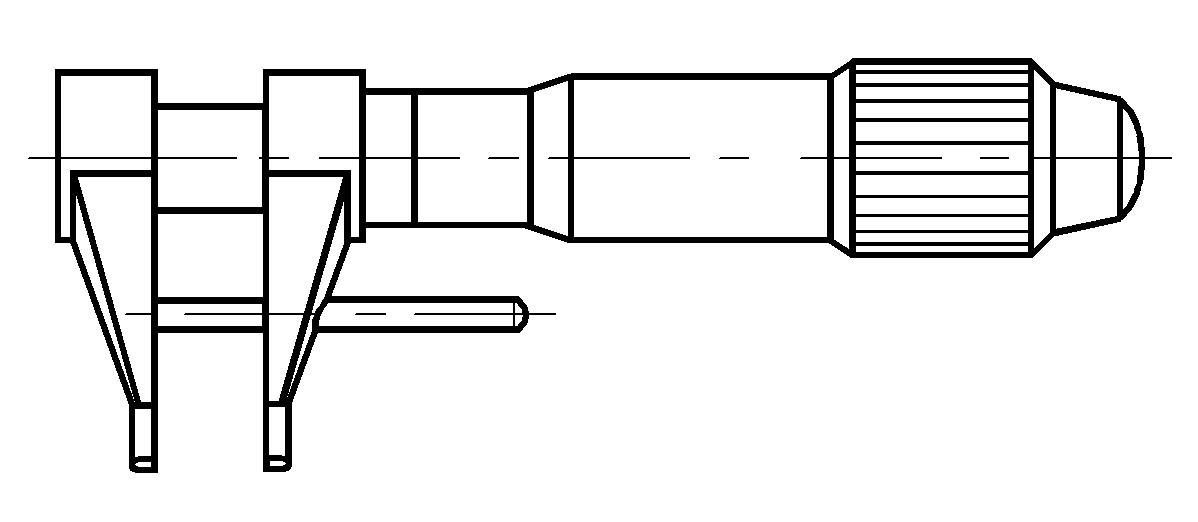
Мікрометр для двоточкового вимірювання отворів
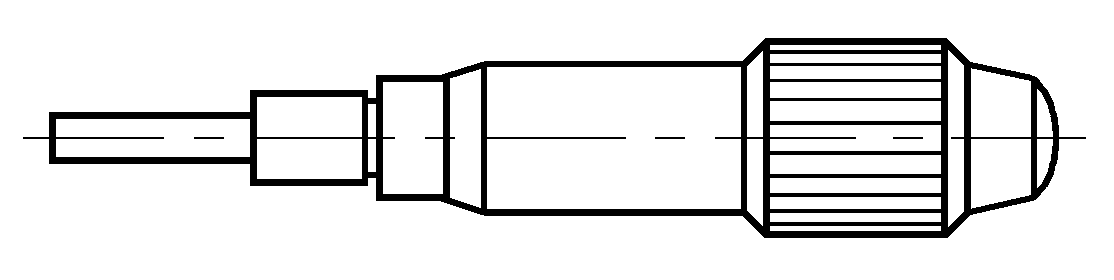
Мікрометрична головка для вмонтування в обладнання